# Club de Gimnasia y Esgrima La Plata
|  | No s'ha de confondre amb Gimnasia y Esgrima (desambiguació). |

El Club de Gimnasia y Esgrima La Plata és un club esportiu de la ciutat de La Plata (ciutat de l'Argentina) destacat en futbol i basquetbol, fundat el 1887.

## Història

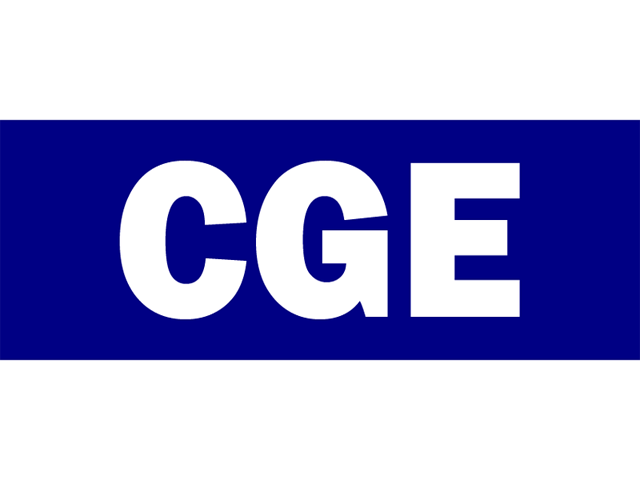
Colors del Club de Gimnasia y Esgrima La Plata

El club va ser fundat el 3 de juny de 1887 com una entitat que practicava la gimnàstica i l'esgrima. L'any 1905 es produí una escissió al club a causa al poc èmfasi que donava a la secció de futbol, creant-se el club Estudiantes de La Plata. Aquell 1905, Gimnasia començà a jugar futbol a la tercera divisió argentina.

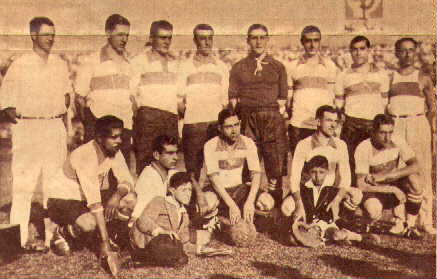
Formació de l'equip de 1929

Es retirà de la competició fins al 1915, quan guanyà el campionat Intermedia (segona divisió). L'any 1929 guanyà el campionat argentí. Gimnasia va descendir a segona divisió els anys 1943, 1945, 1951 i 1979, retornant a primera per última vegada l'any 1985.
Fou campió de segona divisió els anys 1944, 1947 i 1952. L'any 1994 guanyà un campionat argentí oficial, anomenat "Copa Centenario de la Asociación del Fútbol Argentino".
Entrenat per Carlos Timoteo Griguol el club finalitzà segon al Clausura 1995 i repetí actuació el campionat següent. També va terminar subcampió als anys 1998, 2002, i 2005.

## Estadi
L'estadi Juan Carlos Zerillo, també conegut com El Bosque (per estar situat en un parc de La Plata del mateix nom) és la seu del club. Té una capacitat per a 33.000 espectadors. Fou usat contínuament fins al 2005. Des d'aquest any el club utilitza el nou estadi Ciudad de La Plata, per a alguns dels seus partits com a local. Des d'agost 2008, Gimnasia usa El Bosque per als partits de menys convocatòria.

## Jugadors destacats
| - Carlos Barisio (1975) - Jose Battle Perdomo (1992) - Diego Bayo - Alberto Beltrán - Pablo Bengoechea (1992) - Carlos Carrió - Leandro Cufré (1997~2000) - Walter Durso - Claudio Enría (2000~2003, 2004~2005) - Hugo Orlando Gatti (1969~1974) - Andrés Guglielminpietro (1995~1998, 2006) - Ricardo Kuzemka - Lucas Lobos (2002-2005) | - Andres Madrid (2001~2004) - Alberto José Márcico (1996~1998) - Mariano Messera (1998~2002) - Leo Noce (1989~2003, 2004) - Alfredo Rojas (1962~1964) - Guillermo Sanguinetti (1991~2003) - Facundo Sava (1997~2002) - Carlos Della Savia - Guillermo Barros Schelotto (1991~1997) - Gustavo Barros Schelotto (1992~1997, 2004) - Roberto Sosa (1995~1998, 2003) - Pedro Troglio (1996~2002) - Francisco Varallo |

## Palmarès

### Etapa amateur

#### Lligues oficials
- Lliga argentina de futbol (1): 1929[1]

- Subcampió de la Lliga argentina de futbol (1): 1924[2]

- Campeonato de Intermedia (Segona divisió) (1): 1915[3]

#### Copes nacionals
- Copa Competencia Adolfo J. Bullrich (1): 1915

- Copa Campeonato Intermedia (1): 1915

### Etapa professional

#### Lligues nacionals oficials
- Subcampió de la Primera Divisió de l'Argentina (5): Clausura 1995, Clausura 1996, Apertura 1998, Clausura 2002, Apertura 2005[4][5][6][7][8][9]
- Copa Centenario de la AFA (1): 1994
- Segona divisió (3): 1944, 1947, y 1952[4][10][11]
- Torneo Promocional (1) 1967[12]
- Subcampió de la Segona divisió (1): 1946

#### Trofeus amistosos
- Copa Amistad (2): 1977 i 2006

- Copa Ciudad de Mar del Plata (1): 2009

- Copa Municipalidad de La Plata (2): 1999 i 2001

#### Trofeus internacionals amistosos
- Copa Gobernador Alende (1): 1960[13]

- Copa Colonia del Sacramento (1): 1998[14]

- Cuadrangular de Asunción (1): 1975

- Subcampeón de la Copa Sanwa Bank (1): 1994

## Basquet
L'equip de basquet del GELP fou un destacat club argentí durant els anys 70 i 80. Els anys 1978 i 1979 es proclamà campió del torneig Metropolitano, superant el favorit Obras Sanitarias. També fou finalista de la Liga Nacional de Básquetbol la temporada 2003/04.
- Campeonato Argentino de Clubes:
  - 1979, 1980

## Evolució de l'uniforme
| 1887 | 1900 | 1920-present |